# Zygophyllum
Zygophyllum es un género de plantas fanerógamas perteneciente a la familia  Zygophyllaceae. Comprende 176 especies descritas y de estas, solo 69 aceptadas.

## Hábitat
Se distribuye en zonas áridas y semiáridas por regiones de África, el Mediterráneo, Asia central y Australia. 

## Taxonomía
El género fue descrito por Carlos Linneo y publicado en Species Plantarum 1: 385. 1753. La especie tipo es: Zygophyllum fabago Thunb.
Etimología
Zygophyllum: nombre genérico que deriva de las palabras griegas: zygon = "yugo", y phyllon =  "hoja", debido a los foliolos emparejados.

## Especies aceptadas
A continuación se brinda un listado de las especies del género Zygophyllum aceptadas hasta mayo de 2015, ordenadas alfabéticamente. Para cada una se indica el nombre binomial seguido del autor, abreviado según las convenciones y usos.
- Zygophyllum aegyptium Hosny
- Zygophyllum aestuans L.
- Zygophyllum album L. f.
- Zygophyllum altaicum Stephan ex Ledeb.
- Zygophyllum amblyocarpum Baker
- Zygophyllum ammophilum F.Muell.
- Zygophyllum angustifolium H.Eichler
- Zygophyllum apiculatum F.Muell.
- Zygophyllum applanatum Van Zyl
- Zygophyllum atriplicoides Fisch. & C.A. Mey.
- Zygophyllum aurantiacum F.Muell.
- Zygophyllum aureum Dinter ex Engl.
- Zygophyllum australasicum Miq.
- Zygophyllum balchaschense Boriss.
- Zygophyllum berenicense (Muschl.) Hadidi
- Zygophyllum betpakdalense Golosk. & Semiotr.
- Zygophyllum billardierei DC.
- Zygophyllum borissovae Beier & Thulin
- Zygophyllum botulifolium Van Zyl
- Zygophyllum boulosii Hosny
- Zygophyllum brachypterum Kar. & Kir.
- Zygophyllum bucharicum B.Fedtsch.
- Zygophyllum budunense Semiotr.
- Zygophyllum capense Lam.
- Zygophyllum carnosum Wall.
- Zygophyllum chrysopteron Retief
- Zygophyllum clavatum Schltr. & Diels
- Zygophyllum coccineum L.
- Zygophyllum commelini Eckl. & Zeyh.
- Zygophyllum compressum J.M.Black
- Zygophyllum confluens H.Eichler
- Zygophyllum connaroides Wight & Arn. ex Hiern
- Zygophyllum cordatum Burm. f.
- Zygophyllum cordifolium L. f.
- Zygophyllum cornutum Coss.
- Zygophyllum crassifolium Schltr. ex Huysst.
- Zygophyllum crassissimum Ising
- Zygophyllum crenatum F.Muell.
- Zygophyllum cuspidatum Boriss.
- Zygophyllum cylindrifolium Schinz
- Zygophyllum darvasicum Boriss.
- Zygophyllum debile Cham.
- Zygophyllum decumbens Delile
- Zygophyllum desertorum Forssk.
- Zygophyllum dichotomum Licht. ex Cham.
- Zygophyllum divaricatum Eckl. & Zeyh.
- Zygophyllum dregeanum Sond.
- Zygophyllum dumosum Boiss.
- Zygophyllum eichleri R.M.Barker
- Zygophyllum eichwaldii C.A.Mey.
- Zygophyllum emarginatum H.Eichler
- Zygophyllum englerianum (Popov) Popov
- Zygophyllum eremaeum Ostenf.
- Zygophyllum eurypterum Boiss. & Buhse
- Zygophyllum fabagifolium Baill.
- Zygophyllum fabagineum St.-Lag.
- Zygophyllum fabago L.)
- Zygophyllum fabagoides Popov
- Zygophyllum fasciculatum Licht. ex Cham.
- Zygophyllum flavum H.Eichler ex R.M.Barker
- Zygophyllum flexuosum Eckl. & Zeyh.
- Zygophyllum foetidum Schrad. & J.C.Wendl.
- Zygophyllum fontanesii Webb & Berthel.
- Zygophyllum fruticulosum DC.
- Zygophyllum fulvum L.
- Zygophyllum furcatum C.A.Mey.
- Zygophyllum fuscatum Van Zyl
- Zygophyllum gaetulum Emb. & Maire
- Zygophyllum garipense E.Mey.
- Zygophyllum giessii Merxm. & A.Schreib.
- Zygophyllum gilfillanii N.E.Br.
- Zygophyllum glaucescens F.Muell.
- Zygophyllum gobicum Maxim.
- Zygophyllum gontscharovii Boriss
- Zygophyllum guyotii Kneuck. & Muschl.
- Zygophyllum halophilum R.M.Barker
- Zygophyllum hamiense Schweinf.
- Zygophyllum heterocladum Rech. f. & Patzak
- Zygophyllum hildebrandtii Engl.
- Zygophyllum hirticaule Van Zyl
- Zygophyllum horridum Eckl. & Zeyh.
- Zygophyllum howittii F.Muell.
- Zygophyllum humillimum MaxKoch ex Tate
- Zygophyllum ifniense Caball.
- Zygophyllum iliense Popov
- Zygophyllum incanum Schinz
- Zygophyllum incrustatum E.Mey. ex Sond.
- Zygophyllum insuave Eckl. & Zeyh.
- Zygophyllum iodocarpum F.Muell.
- Zygophyllum jaxarticum Popov
- Zygophyllum kansuense Y.X.Liou
- Zygophyllum karatavicum Boriss.
- Zygophyllum karelinii Fisch. ex Boiss.
- Zygophyllum kegense Boriss.
- Zygophyllum kochii Tate
- Zygophyllum kopalense Boriss.
- Zygophyllum latialatum Engl.
- Zygophyllum laxum Engl.
- Zygophyllum lehmannianum Bunge
- Zygophyllum leptopetalum E.Mey. ex Sond.
- Zygophyllum leucocladum Diels
- Zygophyllum lichtensteinianum Cham.
- Zygophyllum limosum Eckl. & Zeyh.
- Zygophyllum lobulatum (Benth.) H.Eichler
- Zygophyllum loczyi Kanitz
- Zygophyllum longicapsulare Schinz
- Zygophyllum longistipulatum Schinz
- Zygophyllum macracanthum Huysst.
- Zygophyllum macrocarpon Retief
- Zygophyllum macrophyllum Regel & Schmalh.
- Zygophyllum macropodum Boriss.
- Zygophyllum macropterum C.A.Mey.
- Zygophyllum maculatum Aiton
- Zygophyllum mandavillei Hadidi
- Zygophyllum maritimum Eckl. & Zeyh.
- Zygophyllum marliesiae R.M.Barker
- Zygophyllum marlothii Engl.
- Zygophyllum maximiliani Schltr. ex Huysst.
- Zygophyllum megacarpum Boriss.
- Zygophyllum melongena Bunge
- Zygophyllum meyeri Sond.
- Zygophyllum microcarpum Boriss.
- Zygophyllum migahidii Hadidi
- Zygophyllum migiurtinorum Chiov.
- Zygophyllum miniatum Cham.
- Zygophyllum morgsana L.
- Zygophyllum mucronatum Maxim.
- Zygophyllum neglectum Grubov
- Zygophyllum obliquum Popov
- Zygophyllum obtusum Vicary
- Zygophyllum oocarpum Loes. ex Huysst.
- Zygophyllum orbiculatum Welw. ex Oliv.
- Zygophyllum ovatum Ewart & Jean White
- Zygophyllum ovigerum Fisch. & C.A.Mey. ex Bunge
- Zygophyllum oxianum Boriss.
- Zygophyllum oxycarpum Popov
- Zygophyllum pamiricum Grubov
- Zygophyllum parvifolium G.Don
- Zygophyllum pfeilii Engl.
- Zygophyllum pinnatum Cham.
- Zygophyllum potaninii Maxim.
- Zygophyllum prismatocarpum Sond.
- Zygophyllum prismatothecum F.Muell.
- Zygophyllum procumbens Adamson
- Zygophyllum proliferum Forssk.
- Zygophyllum propinquum Decne.
- Zygophyllum prostratum Thunb.
- Zygophyllum pterocarpum Bunge
- Zygophyllum pterocaule Van Zyl
- Zygophyllum pubescens Schinz
- Zygophyllum pygmaeum Eckl. & Zeyh.
- Zygophyllum qatarense Hadidi
- Zygophyllum ramosissimum Popov
- Zygophyllum rangei Engl.
- Zygophyllum retivalve Domin
- Zygophyllum retrofractum Thunb.
- Zygophyllum rigescens E.Mey.
- Zygophyllum rigidum Schinz
- Zygophyllum robecchii Engl.
- Zygophyllum rogersii Compton
- Zygophyllum rosowii Bunge
- Zygophyllum rowelliae R.M.Barker
- Zygophyllum schaeferi Engl.
- Zygophyllum schreiberianum Merxm. & Giess
- Zygophyllum semiteres Eckl. & Zeyh.
- Zygophyllum sessilifolium L.
- Zygophyllum sieversianum Stephan ex Ledeb.
- Zygophyllum simile H.Eichler
- Zygophyllum simplex L.
- Zygophyllum sinkiangense Y.X. Liou
- Zygophyllum smithii Hadidi
- Zygophyllum somalense Hadidi
- Zygophyllum sonderi H.Eichler
- Zygophyllum spatulatum D.Don
- Zygophyllum sphaerocarpum Schltr. ex Huysst.
- Zygophyllum spinosum L.
- Zygophyllum stapfii Schinz
- Zygophyllum stellulatum C.Sm.
- Zygophyllum stenopterum Schrenk
- Zygophyllum subtrijugum C.A.Mey.
- Zygophyllum succulentum Salisb.
- Zygophyllum suffruticosum Schinz
- Zygophyllum sulcatum Huysst.
- Zygophyllum taldykurganicum Boriss.
- Zygophyllum tenue R.Glover
- Zygophyllum teretifolium Schltr.
- Zygophyllum terminale Turcz.
- Zygophyllum tesquorum J.M.Black
- Zygophyllum tetrapterum H.Eichler ex R.M.Barker
- Zygophyllum thunbergianum Eckl. & Zeyh.
- Zygophyllum trialatum Blatt. & Hallb.
- Zygophyllum turcomanicum Fisch. ex Boiss.
- Zygophyllum typicum (Popov) C.Regel
- Zygophyllum uitenhagense Sond.
- Zygophyllum waterlotii Maire
- Zygophyllum webbianum Coss.
- Zygophyllum xanthoxylon (Bunge) Maxim.
- Zygophyllum zanthoxylum Engl. ex Dippel
- Zygophyllum zonuzensis Sabeti